# Alexandre II d'Alexandrie
Pour les articles homonymes, voir Alexandre II.
Alexandre II d'Alexandrie fut patriarche melkite d'Alexandrie de 1059 (?) à 1062 (?).